# Eresia lycus
Eresia lycus är en fjärilsart som beskrevs av Hall 1928. Eresia lycus ingår i släktet Eresia och familjen praktfjärilar. Inga underarter finns listade i Catalogue of Life.